# Лэндэм, Сонни
Уи́льям М. Лэ́ндэм (англ. William M. Landham, известный как Со́нни Лэндэм; 11 февраля 1941 — 17 августа 2017) — американский актёр и политический деятель. Исполнитель ролей второго плана во многих известных фильмах, включая культовую картину «Хищник», где он сыграл роль солдата диверсионной команды Билли Сола, а также приключенческую драму «Взаперти» и «48 часов».

## Биография
Уильям М. Лэндэм по происхождению индеец.
Семья Лэндэм, пострадавшая от Великой Депрессии, жила очень консервативно, дабы поддерживать статус среднего класса. Целью семьи было образование, поэтому Сонни всегда посещал лучшие частные школы, а после поступил в институт. Он хотел стать спортсменом, долгое время играл в футбол. Отслужив три года в армии, занимался исследованиями в университете Оглторп в Атланте, Джорджия.
После института Лэндэм устроился работать на месторождениях нефти близ Лос-Анджелеса, Калифорния. В Лос-Анджелесе он встретил человека, который оказал главное влияние на всю его жизнь — астролога Кэррола Р. Б. Рихтера. Тот составил астрологическую диаграмму и настоял на развитии актёрской карьеры Сонни. После этой встречи Лэндэм отправился в Театр Пасадены, где прошёл обучение актёрскому мастерству.
Кинокарьеру Лэндэм начинал с ролей в порнографических фильмах.
Свою самую знаменитую роль — в фильме «Хищник», — по настоянию страховой компании, актёр получил при условии, что круглые сутки возле него будет находиться телохранитель, который должен был охранять других актёров от самого Сонни, так как он был большим любителем подраться.
В 1996-м состоялся режиссёрский дебют Лэндэма, когда он выпустил на экраны фильм «Одинокий медведь», в котором выступил также продюсером и сыграл одну из главных ролей.
В 2003 году, вдохновлённый примерами Джесси Вентуры и Арнольда Шварценеггера, стал кандидатом на пост губернатора штата Кентукки от Республиканской партии, но проиграл выборы. На следующий год баллотировался в Сенат.
В 2006 году Лэндэм попал в автомобильную аварию в Ашленде, Кентукки.
25 июля 2008 года Сонни Лэндэм призывал к геноциду арабов и мусульман. Эти призывы были сделаны в рамках политической радиопрограммы «Еженедельный Пират».

## Смерть
Сонни Лэндэм скончался 17 августа 2017 года в возрасте 76 лет в госпитале Кентукки. Причиной смерти стала сердечная недостаточность.

## Избранная фильмография
| Год  |   | Русское название                    | Оригинальное название                        | Роль                   |
| ---- | - | ----------------------------------- | -------------------------------------------- | ---------------------- |
| 1979 | ф | «Воины»                             | The Warriors                                 | полицейский            |
| 1980 | ф | «Глория»                            | Gloria                                       | Riverside Drive Man #8 |
| 1981 | ф | «Южное гостеприимство»              | Southern Comfort                             | охотник                |
| 1982 | ф | «Полтергейст»                       | Poltergeist                                  | Pool Worker #2         |
| 1982 | ф | «Сорок восемь часов»                | 48 Hrs.                                      | Билли                  |
| 1984 | с | «Команда «А»»                       | The A-Team                                   | Рукер                  |
| 1985 | ф | «Грязная дюжина: Следующее задание» | The Dirty Dozen: The Next Mission            | Сэм                    |
| 1986 | с | «Каскадёры»                         | The Fall Guy                                 | Джейк                  |
| 1986 | ф | «Идущий в огне»                     | Firewalker                                   | Койот                  |
| 1987 | с | «Полиция Майами»                    | Miami Vice (серия «Viking Bikers From Hell») | Тод                    |
| 1987 | ф | «Хищник»                            | Predator                                     | Билли Сол              |
| 1988 | ф | «Джексон по кличке «Мотор»»         | Action Jackson                               | мистер Квик            |
| 1989 | ф | «Взаперти»                          | Lock Up                                      | Громила                |
| 1993 | ф | «Лучшие из лучших 2»                | Best Of The Best 2                           | Джеймс                 |